# Aonidiella longicorna
Aonidiella longicorna är en insektsart som beskrevs av Mckenzie 1939. Aonidiella longicorna ingår i släktet Aonidiella och familjen pansarsköldlöss.
Artens utbredningsområde är Etiopien. Inga underarter finns listade i Catalogue of Life.